# الجيش الجمهوري الإسباني
الجيش الجمهوري الإسباني ( (بالإسبانية: Ejército de la República Española)‏ كان الفرع الرئيسي للقوات المسلحة للجمهورية الإسبانية الثانية بين عامي 1931 و1939.
أصبح يعرف باسم الجيش الجمهوري الشعبي ( Ejército Popular de la República ) بعد إعادة تنظيمه، بعد حل الميليشيات الطوعية التي تم تشكيلها في يوليو 1936 في بداية الحرب الأهلية الإسبانية.

## التاريخ
مر الجيش الجمهوري الإسباني بمرحلتين واضحتين خلال فترة وجوده:
- مرحلة ما قبل الحرب الأهلية، قبل انقلاب يوليو 1936 التي من شأنها أن تكسر المؤسسة العسكرية الإسبانية
- إعادة تنظيم الحرب الأهلية للقوى التي ظلت موالية للحكومة الجمهورية القائمة.

### خلفية

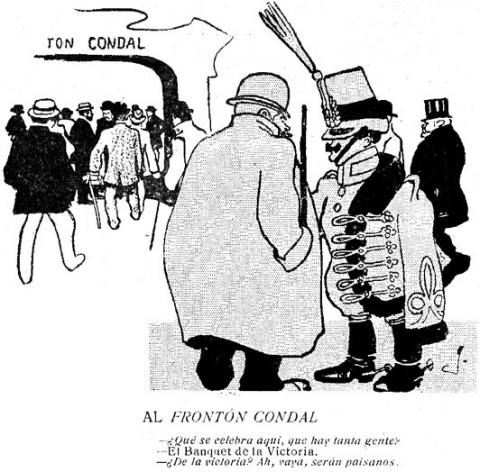
كاريكاتيرًا يسخر من الجيش

بعد خسارة المستعمرات الإسبانية الأخيرة، كوبا والفلبين، في عام 1898، نما استياء الشعب من القوات المسلحة في البلاد. استاء القادة العسكريون من موقف السياسيين الإسبان والرأي العام الذين ألقوا باللوم ظلمًا على الجيش الإسباني في إخفاقات المستعمرات. في نوفمبر 1905 اقتحم أفراد الجيش الإسباني مكاتب المجلة الكاتالونية Cu-Cut!، حيث تم القبض على En Patufet وLa Veu de Catalunya لنشرهما كاريكاتيرًا يسخر من الجيش.

### الحرب الأهلية (1936–1939)
بعد الانقلاب الناجح جزئياً للجنرالات الفاشيين في يوليو 1936، تم تشكيل الميليشيات في العديد من المدن في إسبانيا التي لم تنحاز للتمرد خشية أن تميل وحدات الجيش الجمهوري الإسباني المتمركزة في أراضيها إلى الانضمام إلى المتمردين. وأخيرًا، في أكتوبر / تشرين الأول، أعادت الحكومة الجمهورية تنظيم قواتها المسلحة حول الوحدات العسكرية التي ظلت مخلصة وتم دمج الميليشيات مع الجيش الجديد.

## معارك الجيش الجمهوري الاسباني
- حصار مدريد
- معركة طريق لاكورونيا الثانية
- معركة خاراما
- معركة برونيت
- معركة وادي الحجارة
- معركة غواداراما
- معركة ماردة
- Battle of Belchite
- معركة تيرويل
- معركة طلبيرة
- معركة باداخوز
- معركة نهر إبرة
- Battle of the Segre
- Segovia Offensive
- حصار ألكازار
- تمرد مدريد العسكري 1936
- حصار خيخون
- Aragon Offensive
- حملة كتالونيا